# Мейтлис, Питер
Питер Майкл Мейтлис (англ. Peter Michael Maitlis; 15 января 1933, Берлин — 18 мая 2022, Лондон) — британский химик-металлорганик. Внёс значительный вклад в современную металлорганическую химию, в особенности, в органическую химию металлов платиновой группы. Ввел термин металломезоген. Член Лондонского королевского общества (1984).

## Биография
Питер Мейтлис родился 15 января 1933 года в Берлине в еврейской семье.
В 1937 году семья переехала в Англию, благодаря помощи друзей. Семья несколько раз переезжала, сначала в Лидс в 1941 году, затем в Хемел-Хемпстед в 1942 году и, наконец, в Манчестер к 1944 году. После войны семья окончательно обосновалась в Голдес Грин. Школьные годы были не самыми успешными для Питера. У него были проблемы со здоровьем, включая приступы астмы, и он страдал от антисемитского издевательства в школе. Тем не менее, он проявлял способности к наукам и смог поступить в Бирмингемский университет, где в 1953 году получил степень бакалавра химии. После этого он продолжил свое образование и получил степень доктора философии в 1956 году.
В 1957 году Питер познакомился с Мэрион, которая стала его женой. Вместе они переехали в США, где Питер получил постдока в Корнеллском университете. Там он перешел к изучению новой области металлоорганики переходных металлов, в которой впоследствии сделал много важных открытий.
Питер с семьёй были вынуждены переехать в Канаду из-за ограничений получения визы в США. В Канаде он нашел работу ассистента профессора в Университете Макмастера. Затем он быстро продвинулся по карьерной лестнице и получил звание полного профессора. В Канаде у него и его жены родились три дочери — Никкола, Салли и Эмили.
В 1962 году Питер перешел в Университет Макмастера в Канаде на профессорскую должность.
В 1972 году семья вернулась в Великобританию (Шеффилд), где Мейтлис стал профессором неорганической химии. В 1994 г. он стал профессором-исследователем, а в 2002 году получил статус почетного доктора.
В 2016 году Питер и Мэрион переехали в Лондон, чтобы быть ближе к своим трем дочерям.

## Научные исследования
Ранние работы
После получения степени бакалавра в 1953 году, Мейтлис работал с Майклом Дьюаром в Лондонском университете королевы Марии. Они занимались определением положения электрофильной атаки на ароматические углеводороды и гетероциклы, результатом исследований стали три публикации 1957 года в Journal of the Chemical Society. В рамках своей докторской работы он занимался замещением двойной связи углерод-углерод в ароматических циклах на изоэлектронную связь бор-азот, результатом работы над темой боразотных соединений стала публикация большой обзорной статьи в Chemical Reviews в 1962 году, которая в последствии принесла ему первую известность в научных кругах.
Исследования в области металлорганической химии
В 1969 году Питер Мейтлис открыл реакцию гексаметилбензола Дьюара с галогенидами родия и иридия и смог идентифицировать продукты. В результате синтеза в метаноле при 65°С в среде N2 были получены пентаметилциклопентадиенильные димерные комплексы родия и иридия с около количественным выходом.Уравнение реакции:
| {\displaystyle {\ce {2RhCl3*3H2O + 2C6(CH3)6 + CH3OH = [Rh(Cl)ClC5(CH3)5]2 + 2CH3CH(OCH3) + 6H2O}}} |

В 1977 году научная группа Мейтлиса опубликовала статью, в которой было показано, что пентаметилциклопентадиенильный комплекс родия [Rh(η5-C5Me5)Cl2]2 может выступать катализатором в гомогенных условиях при гидрировании замещенных бензолов. Катализируемая данными комплексами реакция является стереоселективной и позволяет получать цис-соединения.
Питер Мейтлис в 1971 году опубликовал монографию «Органическая химия палладия» в двух томах.
В 1981 г. в группе Мейтлиса был открыт мостиковый метиленовый комплекс [Cp*MeRh(µ-CH2)2RhMeCp*], это открытие привело к масштабному исследованию механизма процесса Фишера-Тропша. В 2004 году Питер Мейтлис опубликовал большую обзорную статью, в которой предложил наиболее общий механизм катализа.
Металломезогены
С 1984 году Мейтлис изучал комплексы металлов с жидкокристаллическими свойствами, которые он позже назвал металломезогенами и дал определение этому понятию. «Металломезогены — металлические комплексы органических лигандов, которые проявляют жидкокристаллический (мезоморфный) характер, сочетают в себе разнообразие координационной химии на основе металлов с необычайными физическими свойствами, демонстрируемыми жидкими кристаллами.»

## Почести и награды[5]
- Премия Стейси (1970)
- Премия Тилдена, Королевское химическое общество (1979)[17]
- Премия по химии благородных металлов, Королевское химическое общество (1981)
- Премия имени сэра Эдварда Франкленда, Королевское химическое общество (1984)
- Член Королевского общества (1984)
- Президент Дальтоновского отделения Королевского химического общества (1985)
- Член Совета Королевского общества (1991—1993)
- Чтение лекции имени Людвига Монда, Королевское химическое общество (1996)
- Иностранный член Академии деиЛинчеи (1999)
- Приглашенный профессор Дэвида Крейга, Австралийский национальный университет, Канберра (2000)
- Чтение лекции имени Гордона Стоуна, Бристольский университет (2001)
- Чтение лекции памяти Паоло Чини, Итальянское химическое общество (2001)

## Семья
Питер Мейтлис женился на Мэрион Баско в 1959 году. У него было три дочери: Никкола, Салли и Эмили Мэйтлис. Эмили Мэйтлис — известная журналистка канала BBC и бывшая ведущая программы Newsnight.

## Личные качества
Помимо работы, Питер любил путешествовать и посещать оперные представления. Питер и Мэрион были очень гостеприимны, устраивая ежегодные студенческие вечеринки. Он был известен своей большой человечностью и поддержкой своих коллег. Он продолжал активно работать даже после выхода на пенсию. Владел как минимум восемью языками, Мейтлис до конца своих дней был в курсе текущих научных, политических и общественных событий.